# Carneville
Carneville és un municipi francès situat al departament de la Manche i a la regió de Normandia. L'any 2007 tenia 222 habitants.

## Demografia

### Població
El 2007 la població de fet de Carneville era de 222 persones. Hi havia 91 famílies de les quals 24 eren unipersonals (8 homes vivint sols i 16 dones vivint soles), 20 parelles sense fills, 39 parelles amb fills i 8 famílies monoparentals amb fills.
La població ha evolucionat segons el següent gràfic:
Habitants censats

### Habitatges
El 2007 hi havia 115 habitatges, 90 eren l'habitatge principal de la família, 18 eren segones residències i 7 estaven desocupats. 111 eren cases i 1 era un apartament. Dels 90 habitatges principals, 73 estaven ocupats pels seus propietaris, 14 estaven llogats i ocupats pels llogaters i 3 estaven cedits a títol gratuït; 7 tenien dues cambres, 12 en tenien tres, 23 en tenien quatre i 49 en tenien cinc o més. 81 habitatges disposaven pel capbaix d'una plaça de pàrquing. A 39 habitatges hi havia un automòbil i a 49 n'hi havia dos o més.

### Piràmide de població
La piràmide de població per edats i sexe el 2009 era:
| Homes | Edats   | Dones |
| ----- | ------- | ----- |
| 0     | 95 o +  | 0     |
| 0     | 90 a 94 | 0     |
| 4     | 85 a 89 | 8     |
| 0     | 80 a 84 | 0     |
| 0     | 75 a 79 | 4     |
| 12    | 70 a 74 | 4     |
| 8     | 65 a 69 | 8     |
| 0     | 60 a 64 | 4     |
| 4     | 55 a 59 | 4     |
| 0     | 50 a 54 | 8     |
| 4     | 45 a 49 | 8     |
| 12    | 40 a 44 | 8     |
| 8     | 35 a 39 | 12    |
| 4     | 30 a 34 | 12    |
| 0     | 25 a 29 | 0     |
| 0     | 20 a 24 | 0     |
| 12    | 15 a 19 | 16    |
| 4     | 10 a 14 | 20    |
| 4     | 5 a 9   | 8     |
| 4     | 0 a 4   | 8     |

## Economia
El 2007 la població en edat de treballar era de 144 persones, 110 eren actives i 34 eren inactives. De les 110 persones actives 99 estaven ocupades (56 homes i 43 dones) i 11 estaven aturades (5 homes i 6 dones). De les 34 persones inactives 16 estaven jubilades, 7 estaven estudiant i 11 estaven classificades com a «altres inactius».

### Ingressos
El 2009 a Carneville hi havia 92 unitats fiscals que integraven 233 persones, la mediana anual d'ingressos fiscals per persona era de 19.476 €.

### Activitats econòmiques
Dels 4 establiments que hi havia el 2007, 2 eren d'empreses de construcció i 2 d'empreses de comerç i reparació d'automòbils.
Dels 2 establiments de servei als particulars que hi havia el 2009, 1 era un paleta i 1 guixaire pintor.
L'any 2000 a Carneville hi havia 18 explotacions agrícoles que ocupaven un total de 174 hectàrees.

## Poblacions més properes
El següent diagrama mostra les poblacions més properes.